# Ревучее (озеро)
Ревучее (бел. Раву́чае) — озеро в Добрушском районе Гомельской области Беларуси. Расположено в бассейне реки Очёса (приток Ипути), в 22 км напрямую на северо-восток от города Добруш, около посёлка Подревучее.

## География
Расположено между посёлками Подревучее, Большой Лес и Морозовка.

## Описание
Площадь озера составляет 0,87 км². Длина около 1,32 км, ширина — 0,91 км, длина береговой линии — 3,12 км, по другим данным — 3,4 км. Наибольшая глубина озера 4 м. Площадь водосбора 25 км².
Высота над уровнем моря — 135,7 м. Объём воды 1,22 млн. м³.
Высота склонов котловины озера до 2 м. Склоны пологие. Дно озера выстлано сапропелем. В озеро Ревучее впадают мелиоративные каналы, сток по каналу в реку Очёса. На западном берегу озера — сосновый лес.
В озере обитают окунь, плотва, лещ, щука, линь, карась и другие виды рыб.